# Otto Damm
Otto Damm (* 23. Januar 1926 in Gräfenhainichen; † 29. Dezember 1996 in Erfurt) war ein deutscher Pressezeichner und Karikaturist.

## Leben und Werk
Zur Herkunft und Ausbildung Damms wurden keine Informationen gefunden.
Damm war, auch unter dem Kürzel „OD“, von 1951 bis 1960 fester Tageskarikaturist der Erfurter Tageszeitung Das Volk, „Organ“ der SED-Bezirksleitung Erfurt, und danach als freischaffender Künstler in Erfurt weiter freier Mitarbeiter. U. a. gab es 1973 die Comic-Serie Albins Album.
Als Auftrags-Arbeiten u. a. für die SED-Bezirksleitung und die DEWAG-Werbung entwarf Damm auch politische Plakate.
Ab 1961 war Damm neben seiner künstlerischen Tätigkeit Dozent am Pädagogischen Institut Erfurt. Er war bis 1990 Mitglied des Verbands Bildender Künstler der DDR.

## Ehrungen (Auswahl)
- 1971: Kulturpreis der Stadt Erfurt
- 1984: 2. Preis der Karikaturenbiennale Greiz
- 1988: Hans-Grundig-Medaille

## Werke (Auswahl)

### Karikaturen und Pressezeichnungen
- Porträt Albert Einstein (1966, Rohrfeder, 68 × 47 cm)[2]

- Ikarus (1977; ausgestellt auf der VIII. Kunstausstellung der DDR)[3]
- o. T. / Schafe (1986)[4]

### Plakatentwürfe
- Die Wanderfahne des ZK der SED weht über dem Bezirk Erfurt. Packt an, sie muss bei uns bleiben! (1958)
- Friedensvertrag bändigt Militarismus (Lithografie, 1959)
- Jeder Eine gute Tat für unsere gemeinsame Sozialistische Sache (1959)
- Jeder Hammerschlag ist ein Nagel zum Sarge des Krieges (1959)
- Solidarität mit der jungen Volksrepublik Moçambique (Spendenaufruf, 1978)
- Der Verfluchte Herdentrieb (1988)

### Weitere Druckgrafik
- Porträt Rosa Luxemburg (Holzschnitt, 67 cm × 53 cm, 1967; ausgestellt auf der VI. Kunstausstellung der DDR)[5]
- Waffenbrüder (Holzschnitt, 38,4 cm × 54,4 cm, um 1972)

### Bücher mit Karikaturen Damms
- Otto Damm: Einerseits-andererseits Karikaturen. Eulenspiegel Verlag, Berlin, 1985
- Ulf Annel: Hausmeisters Kehraus. Kabarettistische Bemerkungen von Woche zu Woche. Verlag und Druckerei Fortschritt, Erfurt 1992, ISBN 3-86087-066-1.
- Siegbert Kardach: Befunde und Diagnosen. Rhinoverlag, 1998, ISBN 3-932081-14-5
- Ulf Annel: Kehraus. Eulenspiegel Verlag, Berlin 1999, ISBN 3-359-00932-0

## Ausstellungen (mutmaßlich unvollständig)
- 1967/1968, 1977/1978, 1982/1983 und 1987/1988: Dresden, VI., VIII., IX. und X. Kunstausstellung der DDR
- 1983: Leipzig, Informationszentrum am Sachsenplatz (Ausstellung der Sektion Karikatur und Pressezeichnung DDR-Süd im VBK)
- 1984: Greiz, Karikaturenbiennale
- 1986: Greiz, Sommerpalais der Staatlichen Museen (4. Karikaturenbiennale der DDR)
- 1988: Die 100 besten Plakate des Jahres